# Sudoměřice u Bechyně (stacja kolejowa)
Sudoměřice u Bechyně – stacja kolejowa w miejscowości Sudoměřice u Bechyně, w kraju południowoczeskim, w Czechach. Znajduje się na linii 202 Tábor – Bechyně, na wysokości 450 m n.p.m..  

## Linie kolejowe
- 202: Tábor – Bechyně